# La Casa de Toño
La Casa de Toño es una cadena mexicana de restaurantes de pozole y otros antojitos mexicanos. Fundada por Antonio Campos en 1985 en la Ciudad de México.

## Historia
En 1978, Antonio Campos comenzó a vender quesadillas y tacos de guisado, preparados por su madre, en un puesto cerca de su casa en la Colonia Clavería de Azcapotzalco. Ese pequeño negocio se llamaba Las dos poblanas (en honor a su abuela y su nana), al cobrar popularidad su padre le ofrece instalarse en el patio de su casa en la calle Floresta en la misma colonia.
Posteriormente se incluyó el pozole, estilo Jalisco, en el menú. Los clientes se referían al local como la casa de Toño nombre que adoptó. En 1985, Floresta 77 abrió sus puertas más allá del patio, convirtiéndose en la primera sucursal de las casi 60 ubicadas en la Ciudad de México y el Estado de México.